# Bekymmer i Omaha
Bekymmer i Omaha (Les collines noires) är ett Lucky Luke-album från 1962. Det är det 21:e albumet i ordningen, och har nummer 23 i den svenska utgivningen.

## Handling
USA:s senat skickar ut en vetenskaplig expedition till Black Hills, med Lucky Luke som ledare. De tar tåget till Des Moines, Iowa, reser vidare med diligens till Omaha, Nebraska, och skaffar sedan hästar för att ta sig genom bergen i South Dakota och fram till Wyoming.
Senator Orwell Stormwind skickar Bull Bullet att förstöra expeditionen, vilket misslyckas, och de får göra bröderna Dalton sällskap i fängelset. Det visar sig att Stormwind sålt vapen och alkohol till indianerna, och fruktar att kolonisation ska förstöra hans affärer.

## Svensk utgivning
- Morris; Goscinny, René, (översättare: Jerk Sander) (1976). Bekymmer i Omaha. Lucky Lukes äventyr: 23. Stockholm: Albert Bonniers förlag. Libris 7145108. ISBN 91-0-041247-3
- Andra upplagan, 1983, Bonniers Juniorförlag. ISBN 91-48-41247-3
- I Lucky Luke – Den kompletta samlingen ingår albumet i "Lucky Luke 1961-1962". Libris 9683292. ISBN 91-7269-554-4
- Den svenska utgåvan trycktes även som nummer 42 i Tintins äventyrsklubb (1987). Libris 7674058. ISBN 91-7904-224-4